# Gerhard Benzig
Gerhard Benzig (* 6. November 1903 in Löbau; † 26. April 1974 in Bautzen) war ein deutscher Maler und Grafiker in der Lausitz.

## Leben und Werk
Benzig absolvierte eine Lehre als Steindrucker und studierte in Dresden an der Staatlichen Akademie für Kunstgewerbe bei Ferdinand Dorsch und Max Feldbauer und an der Akademie für Bildende Künste bei Robert Sterl. Danach arbeitete er in Bautzen als freischaffender Künstler. Das Adressbuch verzeichnet ihn 1935 als Akademischen Maler und Grafiker mit der Wohnadresse Albertplatz 12 und 1938 im Auritzer Weg 98 und mit dem Atelier in der Bismarckstraße 1.
Benzig entdeckte den arbeitenden Menschen als Thema für seine Bilder, z. B. 1923 in dem unter dem Einfluss des Dresdner Expressionismus stehenden Bild Arbeiterfamilie, das eine Anklage sozialer Ungerechtigkeit ist.
In der Zeit des Nationalsozialismus war Benzig Mitglied der Reichskammer der bildenden Künste, und er beteiligte sich an Ausstellungen. Er blieb der nationalsozialistischen Ideologie zwar offenbar weitestgehend fern, wurde aber von den Nationalsozialisten für ihre Zwecke zumindest vereinnahmt. So veröffentlichte die faschistische Propagandazeitschrift Freude und Arbeit in Heft 2/1939 einen Beitrag mit dem Titel Aus der Arbeitsmappe des Bautzener Malers Gerhard Benzig, ganzseitige Bilderfolge mit 4 Farbaquarellen, und 1943 wurden Bilder Benzigs auf der von der NSDAP veranstalteten Ausstellung Soldat und Künstler gezeigt.
Benzig nahm als Soldat der Wehrmacht am Zweiten Weltkrieg teil und konnte sich dabei weiter künstlerisch betätigen.
Nach dem Ende des Krieges arbeitete er wieder in Bautzen. Er gehörte zu den Malern, die das düstere Szenario der Ruinenlandschaften nach dem Ende des Krieges in ihren Bildern festhielten. Er war am Aufbau des Arbeitskreises sorbischer Künstler und u. a. mit Rolf Friedmann an der Reaktivierung des Lausitzer Künstlerbundes beteiligt.
Neben freien malerischen und grafischen Arbeiten entwarf Benzig u. a. Veranstaltungs- und politische Plakate wie … und meine Freizeit gehört der Freien Deutschen Jugendbewegung FDJ (1946), Die SED Deine Partei (1947) oder Nie wieder sollen sie unsere Jugend missbrauchen! (1949).
Benzig war Mitglied des Verbands Bildender Künstler der DDR.

## Museen und öffentliche Sammlungen mit Werken Benzigs (unvollständig)
- Bautzen: Museum Bautzen[2]
- Dresden: Sächsischer Kunstfonds

## Werke

### Malerei und Zeichnungen (Auswahl)
- Altstadt Bautzen von der Brücke (Öl, 1948)[3]
- Kumpel (Zeichnung, 1952)[4]
- Abstich (Öl, 1952/1953)[5]
- Gießerei im VEB EMAG (Öl, 1952/1953)[6]
- Kumpel (Öl, 1952/1953)[7]
- Bautzen mit Friedensbrücke (Öl, 80 × 60 cm, 1967; Sächsischer Kunstfonds)

### Buchillustrationen (mutmaßlich unvollständig)
- Max Zeibig: Ein Korb Kirschen. Musikanten-, Kinder- und Frühlingsgeschichten. Drei-Tannen-Verlag Roland Fiedler, Olbernhau, 1930 (Einbandzeichnung)
- Oskar Schwär (Hrsg.): Wir Oberlausitzer. Ein Hausbuch Oberlausitzer Dichtung. Verlag B. Ostermann, Lauban, 1933 (Einbandzeichnung)
- Jan Hostáň, Marja Kubašec: Afrika Wudawa komisija serbskich wučerjow. Domowina-Verlag, Bautzen, 1949

## Ausstellungen (mutmaßlich unvollständig)

### Einzelausstellungen
- 1956: Görlitz, Städtische Kunstsammlung (Aquarelle, Graphik)
- 1957: Bautzen, Stadtmuseum (Aquarelle, Graphiken)
- 1964: Bautzen, Stadtmuseum (Gemälde, Aquarelle, Graphiken)
- postum 2003: Bautzen, Stadtmuseum (zum 100. Geburtstag)

### Ausstellungsbeteiligungen

#### Vor der Machtergreifung der Nationalsozialisten
- 1933: Bautzen („5. Ausstellung der Arbeitsgemeinschaft der Lausitzer Bildenden Künstler“; mit fünf Bildern)

#### In der Zeit des Nationalsozialismus
- 1934: Bautzen, Kunstverein zu Bautzen e.V. (Ausstellung der Vereinigung Schaffender Künstler e.V.)

- 1934: Dresden, Brühlsche Terrasse („Sächsische Kunstausstellung“)
- 1934: Dresden, Brühlsche Terrasse („Sächsische Aquarell-Ausstellung“)
- 1943: Dresden, Brühlsche Terrasse („Soldat und Künstler“)

#### In der Sowjetischen Besatzungszone und der DDR
- 1947: Riesa, Volkshaus („Kunstausstellung für unsere Werktätigen“)

- 1948: Bautzen, Stadtmuseum („2. Jahresausstellung Lausitzer Bildender Künstler“)[8]
- 1949: Görlitz, Aula der 10. Grundschule („3. Jahresausstellung Lausitzer Bildender Künstler“)[9]
- 1949: Bautzen (Ausstellung des Arbeitskreises sorbischer Künstler)

##### Postum
- 1978/79: Berlin, Altes Museum („Revolution und Realismus. Revolutionäre Kunst in Deutschland 1917 bis 1933“)

- 1983: Neubrandenburg, Haus der Kultur und Bildung („Maler bauen Barrikaden. Grafik der 20er Jahre“)
- 1985: Berlin, Otto-Nagel-Haus („Wählt links! Das politische Plakat in Deutschland 1918 – 1933“)